# Катрін Якобсдоуттір
Заголовок цієї статті — це ісландське ім'я, де Катрин — особове ім'я, а Якобсдоттір — ім'я по батькові. 
Катрін Якобсдоттір (ісл. Katrín Jakobsdóttir, вимова [ˈkʰaːtʰrin ˈjaːkʰɔpstouhtɪr]; нар. 1 лютого 1976, Рейк'явік) — ісландська політична діячка лівого спрямування. Прем'єр-міністр Ісландії з 30 листопада 2017 року до 9 квітня 2023 року.
5 квітня 2024 року Катрін оголосила, що піде у відставку з посади прем'єр-міністра та голови Ліво-зеленого руху і балотуватиметься в президенти Ісландії на майбутніх виборах.

## Біографія
Походить з родини ісландської інтелігенції, вихідцями з якої є кілька відомих літераторів, вчених, інженерів і політиків. Закінчила Університет Ісландії 1999 року, отримала ступінь бакалавра ісландської та французької мов. Захистила магістерську дисертацію з ісландської літератури, присвячену творчості популярного ісландського автора детективів Арнальдура Індрідасона, у тому ж університеті 2004 року.
Працювала на півставки як мовна консультантка в інформаційній агенції каналу суспільного мовлення RÚV в 1999—2003 роках. Потім підробляла як журналістка-фрілансерка на телебаченні та в різних друкованих ЗМІ у 2004—2006 роках, а також була інструкторкою з безперервної освіти в 2004—2007 роках. Працювала в редакції видавництва «Едда» та журналі JPV (2005—2006).
Викладачка в Університеті Ісландії, університеті та коледжі Рейк'явіка (2006—2007).

## Політична діяльність
Брала активну участь у студентській, а потім муніципальній політиці, як помічниця члена міської ради Рейк'явіку.
Член Альтингу від Північного виборчого округу Рейк'явіка з 2007 року.
Брала участь у діяльності партії «Ліво-зелений рух» з моменту її заснування 1999 року, 2003 року була заступницею голови партії. 2007 року була вперше обрана до парламенту, з 2 лютого 2009 року до 23 травня 2013 року очолювала міністерство освіти, науки і культури та міністерство з питань співробітництва з країнами Північної Європи. 2013 року, після поразки «Ліво-зеленого руху» на виборах, була обрана головою партії.
Опитування громадської думки показали, що у Катрін Якобсдоттір найвищий рейтинг довіри серед усіх ісландських політиків станом на весну 2016 року (59,2 %). Привела свою партію до першого в її історії другого місця на парламентських виборах 2016 року. У листопаді 2017 року, після чергових виборів, отримала мандат на створення нового уряду.
Після кількох тижнів переговорів партія завершила переговори про коаліцію з Партією незалежності тодішнього прем'єр-міністра Б'ярні Бенедіктссона, яка має найбільше місць у парламенті, а також з Прогресивною партією. 30 листопада 2017 року Катрін Якобсдоттір очолила уряд.
Займає екосоціалістичні та феміністичні позиції; прихильниця лібералізації міграційного законодавства та декриміналізації легких наркотиків; виступає проти приєднання Ісландії до Євросоюзу, оскільки вважає, що політика ЄС зосереджена на принципах вільного ринку і в ній занадто багато від глобального капіталізму.